# Críticas a los fariseos

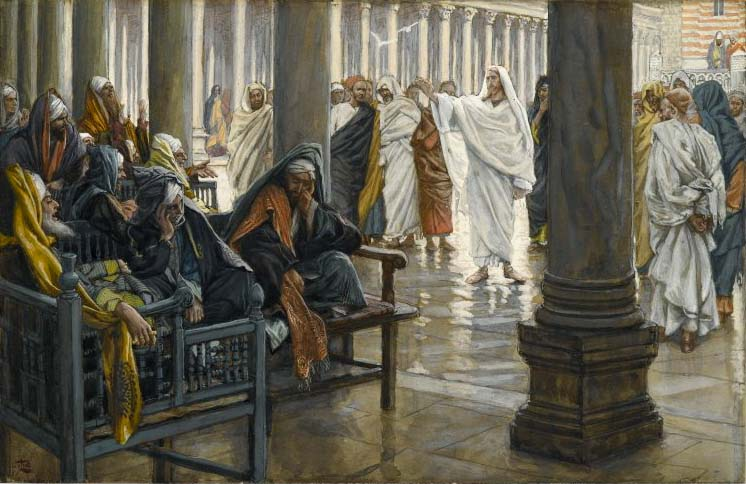
¡Ay de vosotros, escribas y fariseos hipócritas! (1886-94), por James Tissot, Museo Brooklyn, Nueva York.

Las críticas a los fariseos son críticas hechas por Jesús contra los escribas, fariseos y doctores de la Ley que aparecen en los Evangelios de Lucas y Mateo.
 En el Evangelio de Marcos aparecen críticas sobre los escribas.
Siete críticas están listadas en el Evangelio de Mateo y, por eso, la versión de él se conoce como las siete críticas, mientras que solo seis aparecen en el Evangelio de Lucas, conocidas como las seis críticas. No aparecen en el mismo punto de la narrativa, siendo que en Mateo suceden inmediatamente tras la Entrada de Jesús en Jerusalén en los últimos días antes de la crucifixión. Y en Lucas, suceden inmediatamente después de la enseñanza del Padre Nuestro y que los discípulos fueran  enviados por primera vez a predicar. Como el evento ocurre en Lucas y en Mateo, pero no en el Evangelio de Marcos, y en diferentes puntos de la narrativa, se cree probable que sea un episodio derivado de la fuente anterior a los evangelios conocida como fuente Q.
Las críticas tratan principalmente de la hipocresía y del perjurio. Antes de relatarlas propiamente, Mateo afirma que Jesús ya los había criticado por tomar los primeros puestos en los banquetes y las sinagogas, por vestir ropas ostensivas y por animar al pueblo a llamarlos rabí (maestro de la Torá).

## Contexto histórico
Muchos pasajes del Nuevo Testamento critican a los fariseos. Durante la vida de Jesús y en la época de su ejecución, los fariseos eran solo una de los diversas sectas de judíos, juntamente con los saduceos, los zelotes y los esenios. Los argumentos de Jesús y sus discípulos contra los fariseos y lo que ellos veían como hipocresía  son probablemente ejemplos de las controversias entre los judíos e internas al judaísmo, algo que era común en la época. El pastor luterano John Stendahl afirma que el cristianismo comenzó como una forma de judaísmo y debemos reconocer que las palabras dichas en un conflicto familiar no se deben decir igualmente fuera de la familia.
Después de la destrucción del Templo de Jerusalén, en el año 70 d. C, los fariseos emergieron como la principal forma de judaísmo (también llamada  judaísmo rabínico). 

## Las críticas

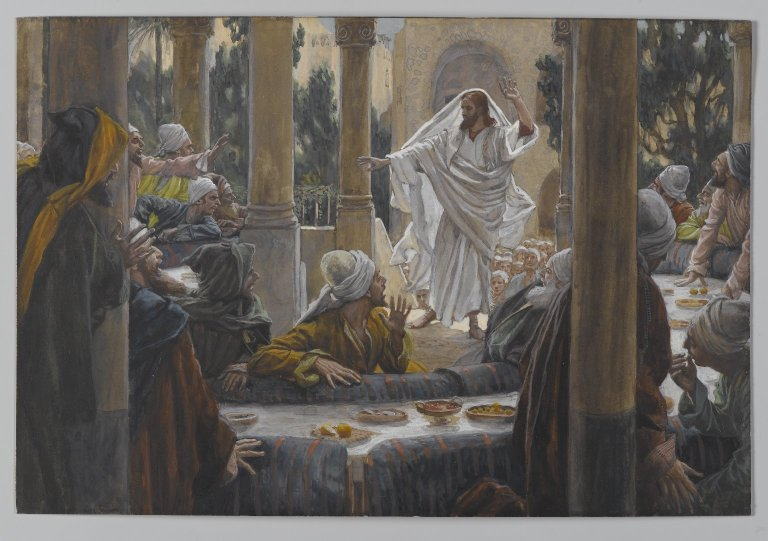
Maldiciendo a los fariseos (1886-94), por James Tissot, Museo Brooklyn, Nueva York.

Las críticas en sí son todas contra la hipocresía:
1. Enseñan sobre Dios, pero no Lo aman - ellos no entrarán en el Reino de Dios y tampoco dejan que otros entren Mateo  23:13-14.
2. Predican sobre Dios, pero convierten a las personas a una religión muerta, haciendo así de los prosélitos dos veces  hijos de la gehena (el infierno) más que ellos mismos Mateo  23:15.
3. Enseñan que un juramento hecho en el templo o en el altar no tiene efecto, pero si se jura sobre la ornamentación del oro del templo o sobre un sacrificio ofertado en el altar, tiene efecto. El oro y las ofrendas, sin embargo, no son sagradas como el templo y el altar lo son, pero derivan solo una medida más pequeña de lo sagrado por estar conectadas a ellos. Los doctores y fariseos adoraban en el templo y ofrecían sacrificios en el altar porque sabían que el templo y el altar eran sagrados. ¿Cómo podían negar entonces el efecto de los juramentos de lo que era verdaderamente sagrado y reconocer ese mismo efecto en objetos triviales, cuya santidad se derivada de ellos? Mateo  23:16-22.
4. Enseñaban la Ley, pero no practicaban algunas de las más importantes partes de ella - justicia, misericordia, fe en Dios. Ellos obedecían las minucias de la Ley - como la forma de tratar los diezmos - pero no el significado principal de la Ley Mateo  23:23-24.
5. Se presentaban como puros (auto-reprimidos, no involucrados en asuntos carnales), pero estaban impuros por dentro: abundaba en ellos los deseos terrenales y la carnalidad. Ellos estaban llenos de rapiña y de intemperancia Mateo  23:25-26.
6. Se mostraban como justos por ser escrupulosos seguidores de la Ley, pero en verdad no eran justos: la máscara de justicia escondía un mundo secreto de pensamientos y actos indignos. Eran semejantes a los sepulcros encalados [blanqueados con cal], que por fuera parecen realmente vistosos, pero por dentro están llenos de huesos de muertos y de toda la inmundicia Mateo  23:27-28.
7. Profesaban un gran respeto por los profetas del pasado y alegaban que jamás los habrían perseguido y matado, cuando en verdad ellos eran harina del mismo costal que los perseguidores y asesinos Mateo  23:29-36.

El autor del Evangelio de Mateo precede las críticas con una discusión sobre el Mandamiento principal (o los dos principales mandamientos). Las críticas pueden entenderse como una consecuencia de violar estos mandamientos y de descuidarlos a cuenta de las minucias de la Ley (los 613 preceptos de la Torá). Jesús retrata a los fariseos como atentos con lo que es visible, la observancia ritual de minucias, y que los hace parecer justos y virtuosos por fuera, sin preocuparse con lo interior. Y este comportamiento hizo que ellos descuidasen la ayuda a los necesitados - Porque atan cargas pesadas y difíciles de llevar, y las ponen sobre los hombros de los hombres; pero ellos ni con un dedo quieren moverlas Mateo  23:4.